# Oxymetra tenuicirra
Oxymetra tenuicirra is een haarster uit de familie Mariametridae.
De wetenschappelijke naam van de soort werd in 1912 gepubliceerd door Austin Hobart Clark.